# Nykarleby
Nykarleby (Fins: Uusikaarlepyy) is een gemeente en stad in de Finse provincie West-Finland en in de Finse regio Österbotten. De gemeente heeft een landoppervlakte van 732,71 km² en telt 7.434 inwoners (2022).
Nykarleby is een tweetalige gemeente met Zweeds als meerderheidstaal (± 90%) en Fins als minderheidstaal.

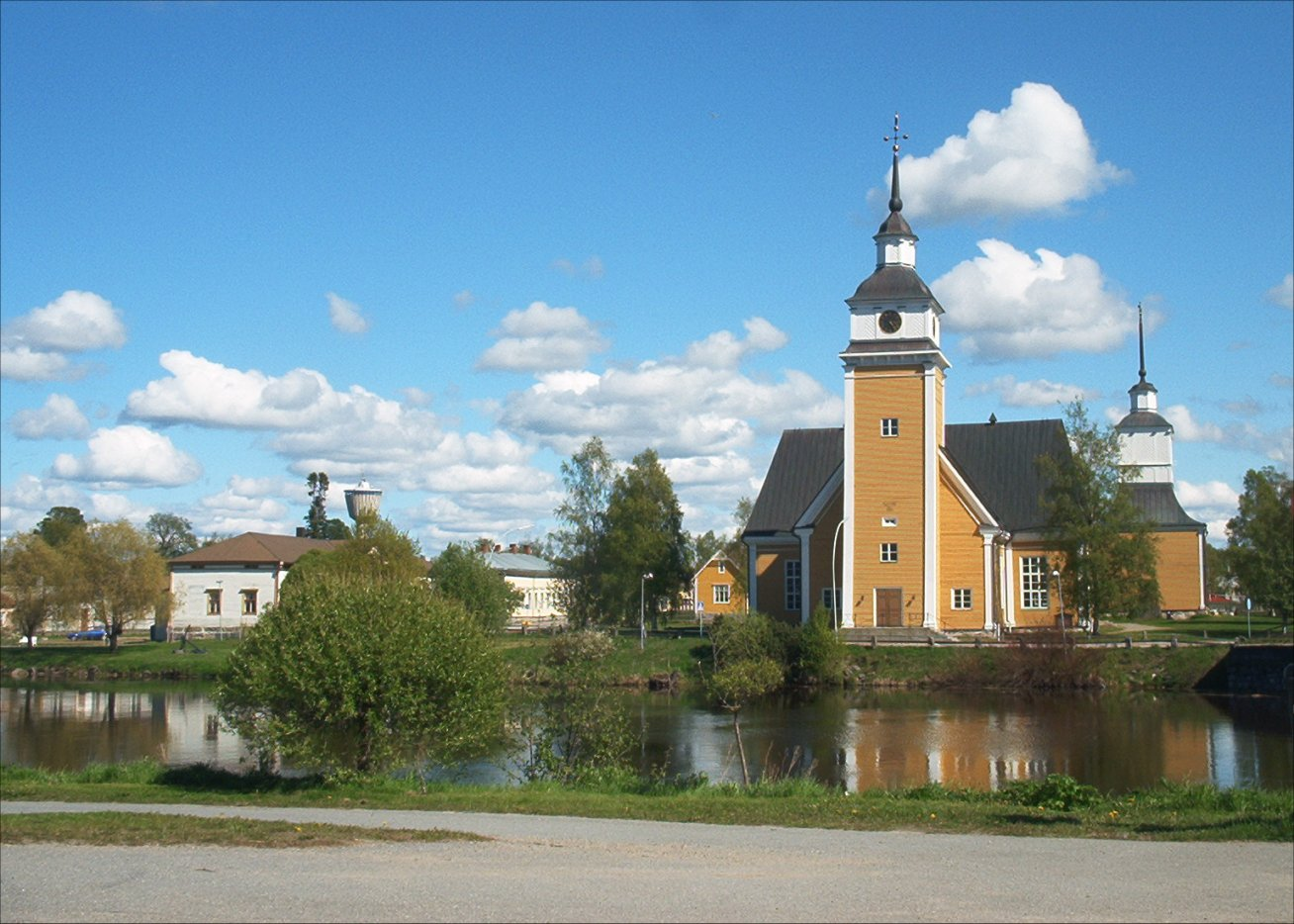
Kerk in Nykarleby
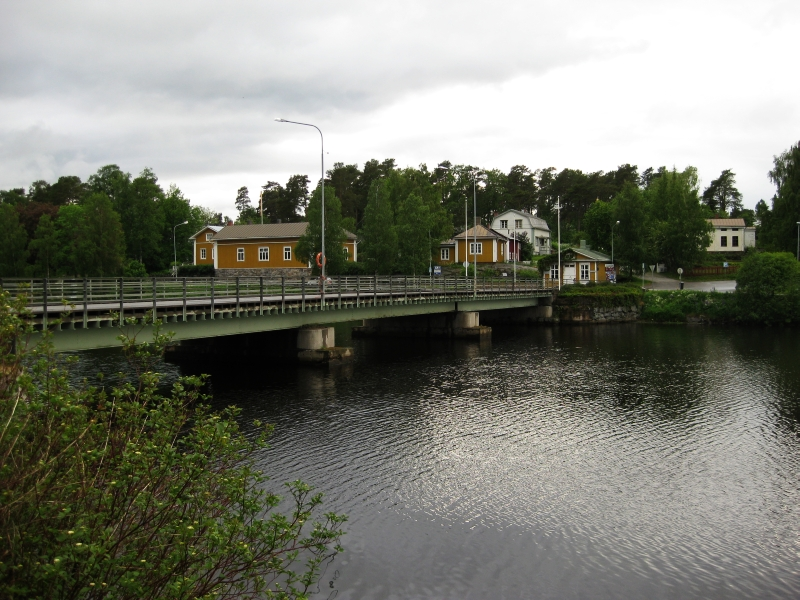
Brug in Nykarleby
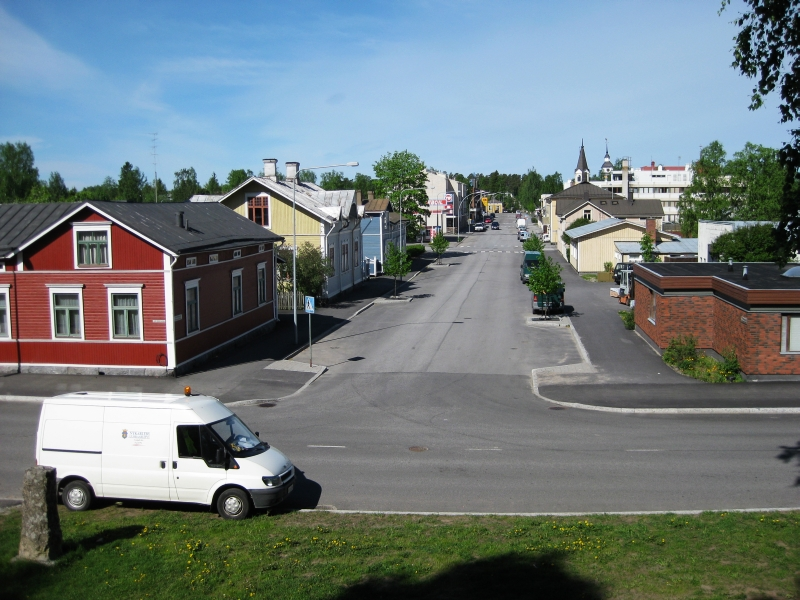
Straat in Nykarleby

## Geboren
- Zacharias Topelius (1818-1898), Fins schrijver
- Erik Bergman (1911-2006), Fins componist